# Alstom Coradia Meridian
Alstom Coradia Meridian bezeichnet diverse Nahverkehrstriebzüge, die speziell für den italienischen Markt entwickelt wurden. Sie gehören zur Fahrzeugfamilie Coradia des Herstellers Alstom und wurden 2003–2019 an verschiedenen Produktionsstandorten in Italien gebaut.
Die modular aufgebauten Triebzüge sind in ganz Italien bei der staatlichen Trenitalia und zahlreichen anderen privaten Bahngesellschaften im Einsatz. Unter den Markennamen „Minuetto“ bzw. „Jazz“ unterhält die Trenitalia einen Großteil des Fahrzeugparks.
Die Produktion des Coradia Meridian endete im Juli 2019 mit der Auslieferung des letzten Jazz-Triebzuges, Nachfolger ist der Alstom Coradia Stream.

## Fahrzeuggenerationen
Insgesamt lässt sich der Coradia Meridian in drei Fahrzeuggenerationen einteilen:

### 1. Generation
Die erste Generation wurde 2003–2010 und umfasste knapp 250 dreiteilige elektrische und dieselbetriebene Triebzüge. Die Züge, die bei der Trenitalia eingesetzt wurden, erhielten den Markennamen Minuetto.
| Baureihe               | Bild | Betreiber                                   | Baujahr(e) | Stückzahl | Anzahl Wagen | Antrieb                     |
| ---------------------- | ---- | ------------------------------------------- | ---------- | --------- | ------------ | --------------------------- |
| ALe 501-Le 220-ALe 502 |      | Trenitalia, Trenord und andere Privatbahnen | 2003–2010  | 134       | 3            | Gleichspannung 1,5 kV, 3 kV |
| ALn 501-Ln 220-ALn 502 |      | Trenitalia, Trentino Trasporti              | 2003–2009  | 114       | 3            | Verbrennungstriebwagen      |

### 2. Generation
Überwiegend für den Flughafenverkehr Mailand–Malpensa (Malpensa Express) wurde die Baureihe ETR.245 entwickelt. Die Züge kommen ausschließlich bei der Trenord zum Einsatz.
| Baureihe | Bild | Betreiber | Baujahr(e) | Stückzahl | Anzahl Wagen | Antrieb                     |
| -------- | ---- | --------- | ---------- | --------- | ------------ | --------------------------- |
| ETR.245  |      | Trenord   | 2008–2012  |           | 5            | Gleichspannung 1,5 kV, 3 kV |

### 3. Generation
Wie bereits die zweite Generation, besteht die dritte nur aus elektrischen Triebzügen. Die Trenitalia verwendet für ihre Züge den Markennamen Jazz. Die verschiedenen Baureihen unterscheiden sich in ihrer Wagenanzahl.
| Baureihe | Bild | Betreiber           | Baujahr(e) | Stückzahl | Anzahl Wagen | Antrieb                     |
| -------- | ---- | ------------------- | ---------- | --------- | ------------ | --------------------------- |
| ETR.324  |      | Trenitalia          | 2014–2019  |           | 4            | Gleichspannung 1,5 kV, 3 kV |
| ETR.425  |      | Trenitalia, Trenord | 2014–2019  |           | 5            | Gleichspannung 1,5 kV, 3 kV |
| ETR.526  |      | Trenitalia          | 2014–2019  |           | 6            | Gleichspannung 1,5 kV, 3 kV |